# النسل (فلم)
النسل أو الذُرية (بالإنجليزية: Offspring) هو فيلم رعب تم إنتاجه في الولايات المتحدة وصدر سنة 2009، بطولة بوليانا ماكنتوش.

## القصة
تطارد عشيرة من المتوحشين آكلي لحوم البشر التي ابتلي بها الساحل الشمالي الشرقي منذ عام 1858، أسرة مطمئنة وطفلة بريئة.

## وصلات خارجية
مقالات تستعمل روابط فنية بلا صلة مع ويكي بيانات